# Suzutsuki
El Suzutsuki (涼月 frescor lunar?) fue el tercer destructor de la clase Akizuki. Sirvió en la Armada Imperial Japonesa durante la Segunda Guerra Mundial. 

## Historia
A lo largo de su historia de combate resultó gravemente dañado en varias ocasiones, logrando siempre regresar a puerto, aunque en ocasiones tras haber perdido la proa. El 15 de enero de 1944 fue alcanzado por dos torpedos del submarino estadounidense USS Sturgeon (SS-187). Uno de ellos arrancó de cuajo de proa, y el otro destrozó la popa. Hubo 135 muertos en la dotación del barco, más 89 soldados transportados. Pese a todo, se mantuvo a flote, siendo remolcado hasta Kure por el destructor Hatsuzuki.
El 16 de octubre del mismo año fue nuevamente torpedeado, en esta ocasión por el USS Besugo (SS-321). La proa resultó alcanzada y desgajada, aunque esta vez consiguió alcanzar Kure por sus propios medios.
El 7 de abril de 1945, formando parte de la escolta de 8 destructores del acorazado Yamato durante la Operación Ten-Gō, se vio envuelto en el ataque aéreo de la Task Force 58 cuyo objetivo era hundir al Yamato. Tras ser alcanzado por un impacto directo de bomba en la proa, quedaron fuera de servicio las torretas delanteras, y esa misma sección del barco empezó a inundarse. El resultado de 57 muertos y 34 heridos no impidió al Suzutsuki regresar a puerto, con la popa por delante.
Finalizó la guerra sin ser reparado, y tras la misma fue empleado como rompeolas en la ciudad de Takamatsu, en la Prefectura de Kagawa, donde fue finalmente desguazado en 1948.